# Bathycalliax
Bathycalliax is een geslacht van kreeftachtigen uit de klasse van de Malacostraca (hogere kreeftachtigen).

## Soort
- Bathycalliax geomar Sakai & Türkay, 1999